# 16110 Paganetti
16110 Paganetti è un asteroide della fascia principale. Scoperto nel 1999, presenta un'orbita caratterizzata da un semiasse maggiore pari a 2,3109979 au e da un'eccentricità di 0,1548009, inclinata di 4,72134° rispetto all'eclittica.
L'asteroide è dedicato a Mariarosa Paganetti, madre dello scopritore.